# Higher (Gotthard)
Higher è il secondo singolo estratto da Dial Hard, il secondo album in studio della rock band svizzera Gotthard. È stato pubblicato nel gennaio del 1994, esclusivamente per il mercato giapponese.

## Tracce
CD-Single Ariola BVDP-98
1. Mountain Mama – 3:32 (Steve Lee, Leo Leoni, Chris von Rohr)
2. Downtown (Live) – 2:59 (Lee, Leoni)